# Amt Raboldshausen
Das Amt Raboldshausen der Landgrafschaft Hessen verwaltete die landgrafschaftlichen Besitzungen und landgräfliche Gerichte, die in der Umgebung von Raboldshausen in Nordhessen lagen.

## Justizamt
1821 wurde in der Landgrafschaft eine Verwaltungsreform durchgeführt und die Verwaltung von der Rechtsprechung getrennt. Dabei wurde das Amt Raboldshausen bezüglich der Verwaltung mit den Ämtern Homberg und Borken zum Kreis Homberg zusammengelegt. Als Gericht erster Instanz entstand das Justizamt Raboldshausen (bis 1831 als Assistenzamt des Landgerichtes Homberg). Es war für die ehemaligen Gerichte Wallenstein, Neuenstein und einen Teil des Gerichts am Walde zuständig.
| Orte im Justizamt Raboldshausen | Orte im Justizamt Raboldshausen | Orte im Justizamt Raboldshausen |
| Gericht Wallenstein             | Gericht Neuenstein              | Gericht am Walde                |
| ------------------------------- | ------------------------------- | ------------------------------- |
| Wallenstein                     | Raboldshausen                   | Hergetsfeld                     |
| Niederhülsa                     | Mühlbach                        | Oberhülsa                       |
| Oberappenfeld                   | Saasen                          | Niederappenfeld                 |
|                                 | Salzberg                        | Wölfershain                     |
|                                 | Grebenhain                      | Ellingshausen                   |
|                                 | Neuenstein                      |                                 |

Mit der Annexion Kurhessens durch Preußen wurde die Gerichtsorganisation geändert. Das Justizamt Raboldshausen wurde 1867 aufgelöst und das preußische Amtsgericht Homberg (Efze) war nur das zuständige Gericht erster Instanz.